# 国際サッカー歴史統計連盟
国際サッカー歴史統計連盟（英: International Federation of Football History & Statistics）は、サッカーに関する様々な歴史や記録などを扱っている組織である。略称はIFFHS。1984年3月27日にライプツィヒにて発足。

## クラブ世界ランキング

### 現在のランキング
更新日 2018年1月16日 - 
| 順位 | クラブ                       | 聯盟     | ポイント |
| ---- | ---------------------------- | -------- | -------- |
| 1    | レアル・マドリード           | UEFA     | 328.0    |
| 2    | グレミオ                     | CONMEBOL | 286.0    |
| 3    | マンチェスター・ユナイテッド | UEFA     | 284.0    |
| 4    | バルセロナ                   | UEFA     | 269.0    |
| 5    | パリ・サンジェルマン         | UEFA     | 266.0    |
| 6    | フラメンゴ                   | CONMEBOL | 256.0    |
| 7    | ユヴェントス                 | UEFA     | 254.0    |
| 8    | バイエルン・ミュンヘン       | UEFA     | 250.0    |
| 9    | マンチェスター・シティ       | UEFA     | 244.0    |
| 10   | ザルツブルク                 | UEFA     | 240.5    |

### 年間最優秀クラブ
- 1991 -  ASローマ
- 1992 -  アヤックス
- 1993 -  ユヴェントス
- 1994 -  パリ・サンジェルマン
- 1995 -  ACミラン
- 1996 -  ユヴェントス
- 1997 -  バルセロナ
- 1998 -  インテル
- 1999 -  マンチェスター・ユナイテッド
- 2000 -  レアル・マドリード
- 2001 -  リヴァプール
- 2002 -  レアル・マドリード
- 2003 -  ACミラン
- 2004 -  バレンシア
- 2005 -  リヴァプール
- 2006 -  セビージャ
- 2007 -  セビージャ
- 2008 -  マンチェスター・ユナイテッド
- 2009 -  バルセロナ
- 2010 -  インテル
- 2011 -  バルセロナ
- 2012 -  バルセロナ
- 2013 -  バイエルン・ミュンヘン
- 2014 -  レアル・マドリード
- 2015 -  バルセロナ
- 2016 -  アトレティコ・ナシオナル
- 2017 -  レアル・マドリード
- 2018 -  アトレティコ・マドリード
- 2019 -  リヴァプール

## その他のランキング
- IFFHS世界最優秀ゴールキーパー